# 八幡大神 (川崎市中原区上平間)
八幡大神（はちまんだいじん）は、川崎市中原区上平間にある神社である。

## 概要
創建不詳。口伝によると、かつて多摩川で洪水が起きた際に、下府中（現・調布市）の上石原八幡宮（上石原若宮八幡神社）社殿が流失して、御神体が当村に漂着し、住民相寄り一祠を建立してこれを祀ったとされる。
明治6年（1873年）12月村社に列し、明治43年（1910年）1月13日、須賀神社、天満宮、神明宮を合祀、大正13年（1924年）4月4日、神饌幣帛料共進神社に指定。

## 祭神
- 誉田別命（応神天皇）
- 天照皇大神
- 素盞嗚命
- 菅原道真